# Galt járás
Galt járás (mongol nyelven: Галт сум) Mongólia Hövszgöl tartományának egyik járása. Területe 3600 km². Népessége kb. 5800 fő.
Székhelye Ider (Идэр), mely 167 km-re fekszik Mörön tartományi székhelytől.